# Big Simon... Y serás canción
Big Simon... Y serás canción es un álbum recopilatorio de canciones de bandas de heavy metal españolas, en memoria a la muerte del productor musical Simón Echevarría, apodado Big Simon. El álbum fue lanzado en 2007 bajo el sello discográfico de Avispa Music. Contiene canciones de grupos con los que Big Simon trabajó a lo largo de su carrera.
Tras la muerte de Big Simon en 2006, varios artistas decidieron hacer este álbum en su memoria, el cual se publicó el 8 de marzo de 2007. El álbum se lanzó como un disco doble, cada uno de 10 canciones, donde participaron las bandas Urbandux, Terroristars, Stravaganzza, Skunk D.F., Skizoo, Silver Fist, Savia, Melquiades, Saratoga, Mägo de Oz, Kaothic, Infernoise, Hora Zulu, Ebony Ark, Dreamaker, Dark Moor, y Básico. También se incluyeron dos temas de la banda de Big Simon, Not for Us.
En el álbum también se incluye un tema original, compuesto en memoria a Big Simon, titulado Y serás canción, el cual fue escrito por Txus di Fellatio de Mägo de Oz, y grabado e interpretado por varios de los artistas que colaboraron en el álbum, quienes se hicieron llamar The Big Simon Band.
La portada del álbum muestra un dibujo de Big Simon tocando una guitarra, ya que el productor también desempeñaba como guitarrista. Las ganancias generadas por el álbum se recaudaron para la familia de Big Simon, especialmente para su hijo recién nacido.

## Lista de canciones
| CD 1  |                                    |          |  |
| N.º   | Título                             | Duración |  |
| 1.    | «Y serás canción» (Big Simon Band) | 6:05     |  |
| 2.    | «Violencia» (Not For Us)           | 4:22     |  |
| 3.    | «Recoil» (Urbandux)                | 4:33     |  |
| 4.    | «Norte errante» (Terroristars)     | 6:21     |  |
| 5.    | «Dolor» (Stravaganzza)             | 9:53     |  |
| 6.    | «22:50» (Skunk D.F.)               | 2:40     |  |
| 7.    | «Renuncia al Sol» (Skizoo)         | 3:51     |  |
| 8.    | «Mártir» (Silver Fist)             | 4:00     |  |
| 9.    | «Tu misma moneda» (Savia)          | 3:27     |  |
| 10.   | «Si amaneciera» (Saratoga)         | 5:52     |  |
| 51:04 |                                    |          |  |

| CD 2  |                                         |          |  |
| N.º   | Título                                  | Duración |  |
| 1.    | «Tu calor» (Melquiades)                 | 5:14     |  |
| 2.    | «Aquelarre» (Mägo de Oz)                | 9:03     |  |
| 3.    | «Seven Times Seven» (Kaothic)           | 5:27     |  |
| 4.    | «Hellraider» (Infernoise)               | 4:07     |  |
| 5.    | «De vivir sin ti dos vidas» (Hora Zulu) | 3:23     |  |
| 6.    | «Ball and Chain» (Ebony Ark)            | 5:20     |  |
| 7.    | «Reverse Universe» (Dreamaker)          | 4:17     |  |
| 8.    | «Beyond The Sea» (Dark Moor)            | 3:57     |  |
| 9.    | «Mi apagón» (Básico)                    | 4:02     |  |
| 10.   | «Descenso» (Not For Us)                 | 4:37     |  |
| 49:27 |                                         |          |  |

## Créditos

### Producción
- La obra fue publicada con licencia de los propietarios y cesionarios de cada tema, por parte de Avispa S.L.

### Diseño
- J.A. Soiler “Kantz” - Arte de portada
- Juanmi Rodríguez - Diseño gráfico y maquetación